# Ковенська губернія
Ко́венська губе́рнія — одна з північно-західних губерній Російської імперії. Центр — місто Ковно (нині Каунас). На сьогодні майже вся територія у складі Литви, невеликі частини — у складі Білорусі (з селищем Відзи) та Латвії.
Утворена згідно з указом імператора Миколи I від от 18 грудня (30 грудня) 1842 року і сформована 1 липня 1843 року з 7 північних повітів Віленської губернії. Після третього поділу Речі Посполитої, воєводства Віленське і Трокське із Жмуйдськими землями, по Маніфесту імператриці Катерини II, 14 грудня 1795 р. були приєднані до Російської імперії, з яких було сформовано Віленську та Слонимську губернії, що в свою чергу, 12 грудня 1796 р. були об'єднані в одну — Литовську губернію. 9 вересня 1801р. поділені на дві губернії — Литовсько-Віленську і Литовсько-Гродненську. Сім повітів, що були відділені від Литовсько-Віленської губ. утворили нову — Ковенську губернію.

## Географічне положення
Ковенська губернія займала західний кут колишнього Великого князівства Литовського між 56 ° 25-54 ° 49 північної широти і 38 ° 46'-45 °1' східної довготи; межувала з півночі та сходу з Курляндською губернією, з півдня з Віленською і Сувальською губерніями (від останньої відділяється річкою Німан) і з заходу з Німеччиною і Гробінськім повітом Курляндської губернії.

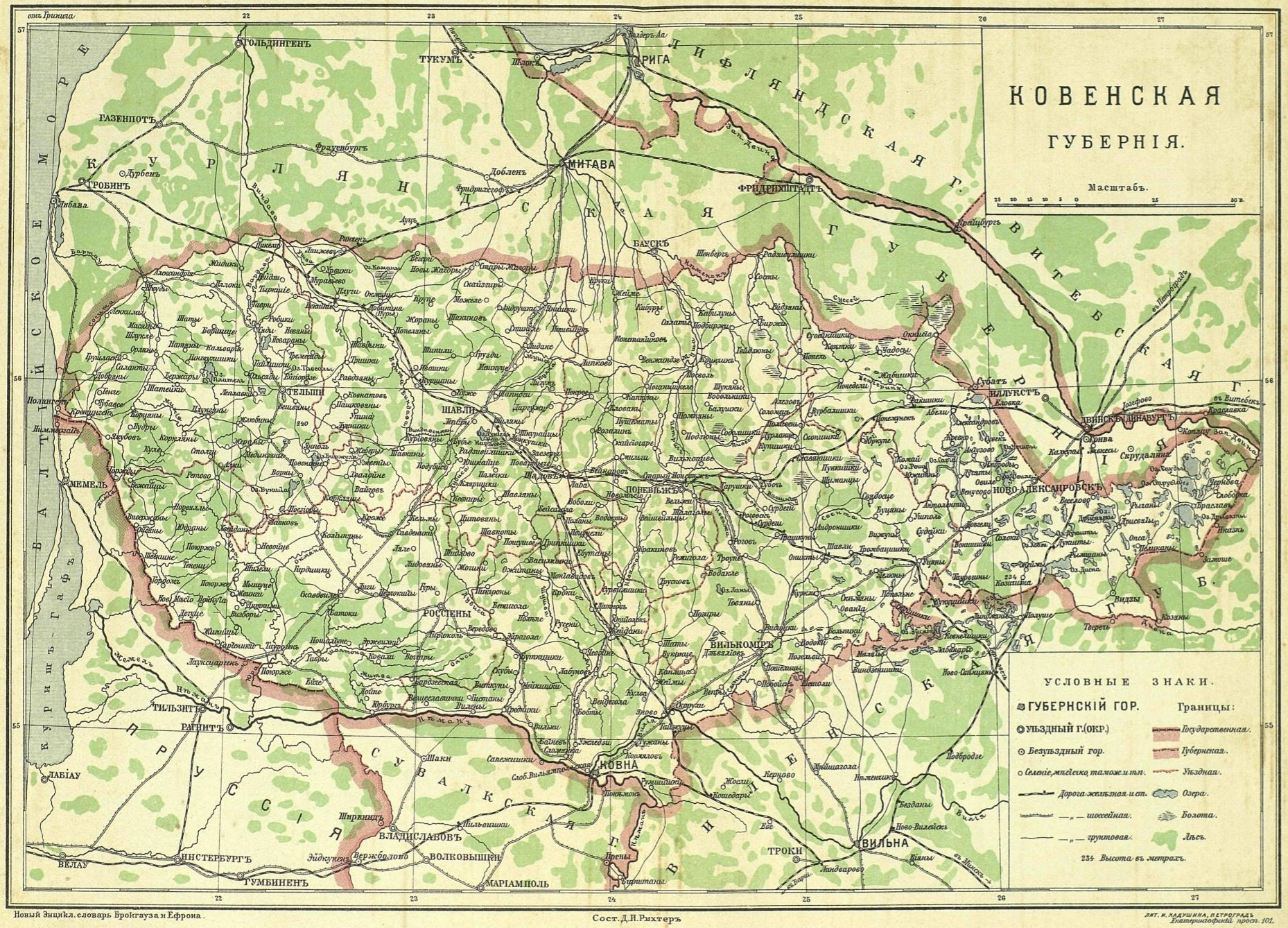
Ковенська губернія, 1910-ті роки.

Сухопутний кордон Ковенської губернії з Німеччиною починалася від впадання в річку Німан річки Свентах (Швентойі), в 135 км (127 верстах) нижче містечка Юрбурга (Юрбаркас), Від містечка Юрбурга до містечка Полангена (Паланга) йде так звана прикордонна дорога через містечка Таурогген (Таураге), Владиславов (Кудіркос-Науместіс), Швекшні (Швекшняй), Горжди (Гаргждай) і Кретинга.
Ковенська губернія належала до числа найменших губерній в Російській імперії. Вона займала понад 40641,36 км ² (35711,9 кв. верст). Найбільша відстань в довжину 373 км (350 верст), в ширину 181 км (170 верст). До складу губернії входила майже вся територія колишнього Жмудського староства Великого Князівства Литовського, а також частини Трокського і Віленського воєводств Речі Посполитої.
Географічне положення Ковенської губернії мало, насамперед, торговельне та військово-стратегічне значення. Прикладом цьому є більшість історичних подій XVIII-XIX століття. Землі Ковенської губ. у військових конфліктах із Західними державами служили для розміщення або проходу частин російської армії, для оборони та зустрічі ворожої армії. Будування Ковенського та Таурогенського шосе, примножило значення губернії для Російської імперії.

## Адміністративний поділ

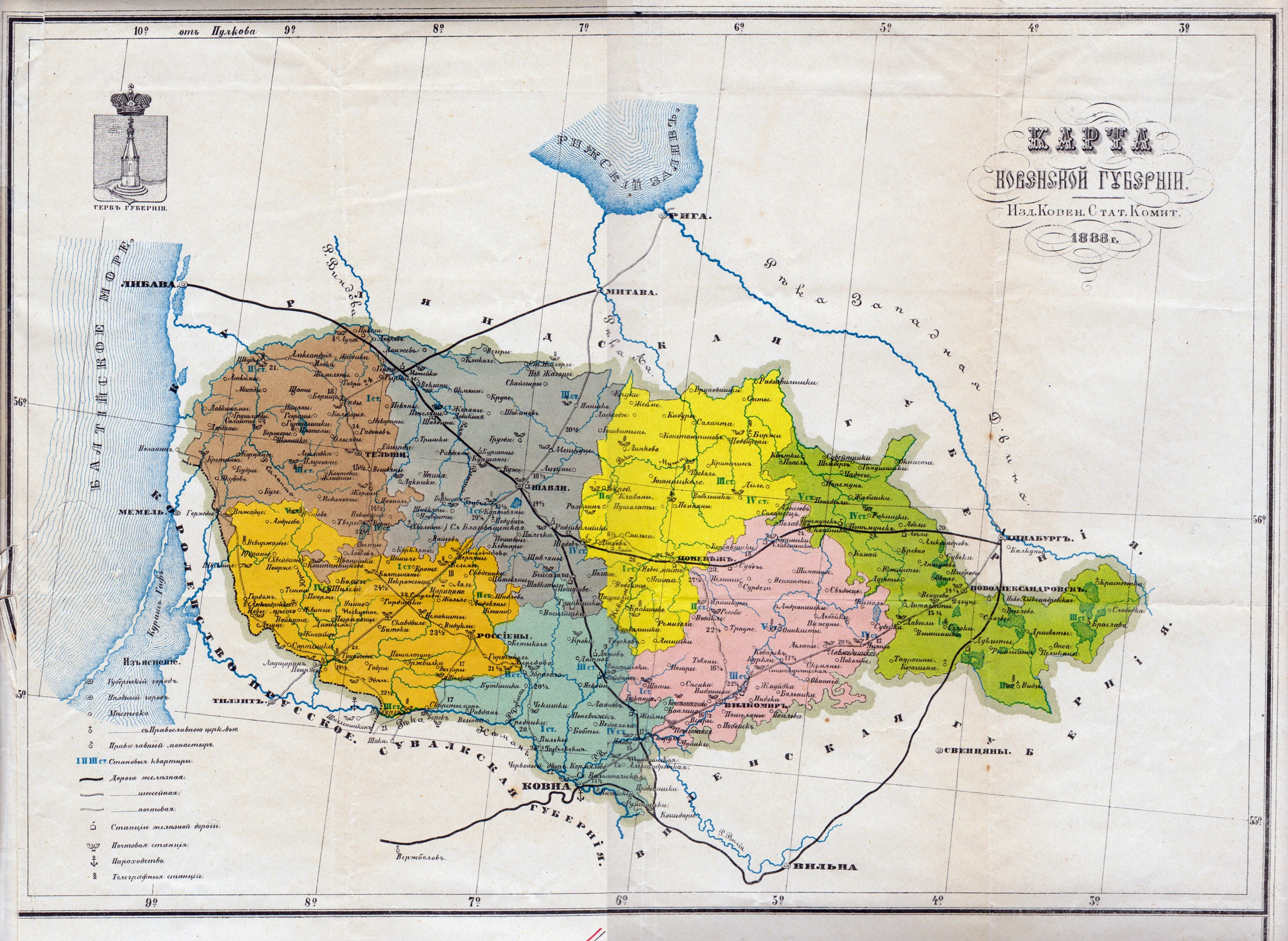
Административний поділ Ковенської губернії

Ковенська губ. ділиться на сім повітів: Ковенський, Россієнський, Тельшевський, Шавельський, Поневезький, Вількомирський та Новоолександрівський та двох заштатних міст — Відзи, Шадов. Кожен повіт ділиться на 4 або 5 станів, в залежності від географічного положення меж повіту. Кожен стан в свою чергу ділиться на парафії або приходи.
На 1860 рік — 1 губернське місто, 6 повітових, 2 заштатних
151 — містечко, 209 — селищ, 998 — невеликих поселень(сєльцо)
8075 сіл, 5157 — хуторів, 333 — дворянських околиць і слобод
Загальна кількість — 14, 932.
| Повіт                | Повітове місто    | Площа верста |
| -------------------- | ----------------- | ------------ |
| Вількомирський       | Вількомир         | 5185,8       |
| Ковенський           | Ковно             | 3534,2       |
| Новоолександрівський | Новоолександрівск | 5078,1       |
| Поневезький          | Поневеж           | 5451,5       |
| Россієнський         | Россієни          | 5464,0       |
| Тельшевський         | Тельши            | 4654,0       |
| Шавельський          | Шавлі             | 6079,3       |

## Населення

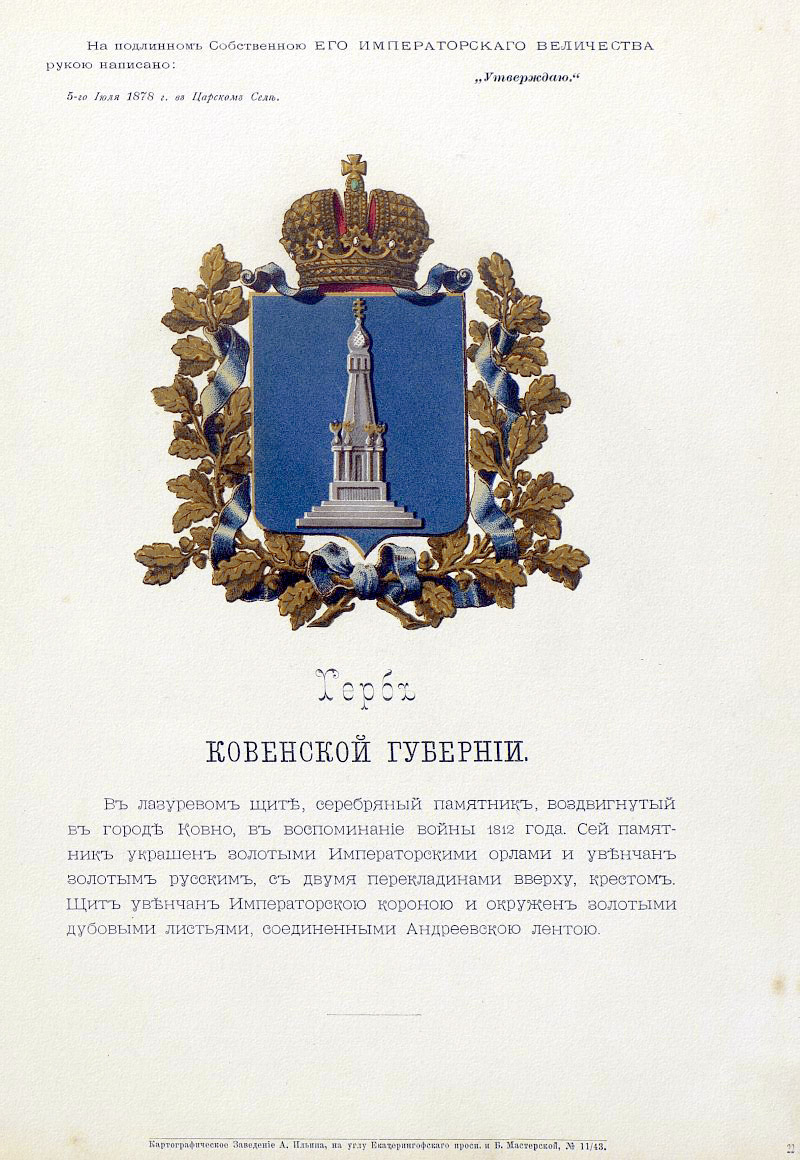
Герб губернії з офиційним описом, що затверджиний Александром II (1878)

Литвини — відносяться до корінного населення Ковенської губ. Складали нижні класи суспільства в губернії та в основному займалися землеробством.
Євреї — у переважній більшості джерел по відомостях Ковенської губ., характеризуються як «самое вредное народонаселеніе для края». В жителі міст та містечок. Уся торгівля та промисловість знаходилась під їх контролем. «Еврей, повѣренный пана, лестъю и хитростъю копает ему яму; в мѣстечкѣ, онъ водкой и бубликами выманивает послѣднее достояніе у распутнаго или простодушнаго поселянила; в деревнѣ, тот же еврей записывает счеты двойнымъ мѣломъ и во время жатвы собирает долги ещё вдвое». Також євреї займались «контрабандою».
Поляки — половина з них належали до дворян Ковенської губ., які в свою чергу ділились на два розряди — вищий клас багатих і заможних поляків, та клас дворянства, що відноситься до другого розряду, цей розряд польського дворянства займав посади економів, управителів, камердинерів у поміщиків.
Російські православні та старообрядці — лише невелика кількість даного населення проживала в містах і містечках, більшість поселялась в маленьких селах та хуторах. Відносяться до найбіднішого прошарку населення губернії. Працювали на поміщиків або наймались до євреїв. Не рідко вели розбійницький спосіб життя, за що їх в народі називали кацапами.
Німці — переважна більшість вихідці з Пруссії, жили в містах та містечках Ковенської губ. Відносилися до ремісничого класу населення, рідко займались землеробством. Сповідували лютеранство.
| Роки | Чоловіки | Жінки   | Загальна кількість |
| ---- | -------- | ------- | ------------------ |
| 1844 | 445,214  | 438,598 | 883,812            |
| 1845 | 445,692  | 441,539 | 887,231            |
| 1846 | 441,222  | 470,971 | 921,193            |
| 1847 | 456,112  | 482,139 | 938,351            |
| 1848 | 453,601  | 482,096 | 935,697            |
| 1849 | 438,100  | 455,936 | 923,174            |
| 1850 | 450,692  | 475,431 | 926,123            |
| 1851 | 454,154  | 480,597 | 934,751            |
| 1852 | 456,062  | 482,379 | 938,441            |
| 1853 | 557,991  | 486,219 | 944,210            |
| 1854 | 489,006  | 494,253 | 961,259            |
| 1855 | 458,075  | 483,095 | 971,170            |
| 1856 | 477,148  | 505,447 | 982,595            |
| 1857 | 484,801  | 501,415 | 986,216            |
| 1858 | 447,079  | 514,208 | 988,287            |
| 1859 | 487,902  | 524,832 | 1,012,134          |
| 1860 | 482,758  | 523,821 | 1,006,579          |
| 1894 | 818,271  | 820,103 | 1,638,374          |

## Промисловість
Населення Ковенської губ. переважно займається землеробством, причиною цьому є надзвичайно родюча земля. Основну галузь промисловості займає хліборобство, яке не лише задовольняє потреби жителів губернії, а й імпортується в сусідні країни. У великій кількості вирощується льон та конопля. Тваринництво розвинене частково, в окремих повітах займаються вівчарством.
Кожен поміщик і заможній селянин мав у своєму дворі фруктовий сад.
Бджільництво — у зв'язку із вирубкою лісових масивів, у 19 ст. втратило свою популярність. Порівняно із 18 ст. бджолярі Ковенської губ. отримували меду достатнього лише для власного вжитку.
Рибальство теж мало розвинуте і забезпечувало лише власні потреби. Риба в основному завозиться євреями із Курляндії.
Кількість заводів та фабрик
| Рік  | 1844 | 1846 | 1848 | 1850 | 1852 | 1854 | 1856 | 1858 | 1860 | 1862 |
| Кіл. | 39   | 34   | 105  | 104  | 104  | 96   | 92   | 91   | 97   | 106  |

## Торгівля
Вся торгівля Ковенської губ. належить євреям, які закуповують майже увесь надлишок урожаю та інші землеробські вироби, везуть його до Риги, Пруссії, звідти ж привозять потрібний товар для жителів губернії та продають його у власних лавках, корчмах. Відповідно уся транзитна торгівля теж відбувається за участі євреїв.

### Внутрішня торгівля
Відбувалася на торгах та ярмарках. Найбільші ярмарки проходили в містах Кейданах, Шидлові, Кальварії, Шатах, Янишках та в заштатному місті Шадові. Туди приїжджали купці з Литви та Малоросії, Вільно, Динабурга, Мітави, кожна із них тривала майже тиждень. В інших містечках ярмарки відбувались раз на рік, та раз на тиждень проводились торги.

### Зовнішня торгівля
Основним імпортним товаром із Ковенської губ були — хліб, льон, шкіра тварин, дерев'яний посуд. Більшість товару вивозили до Риги. Додому ж закуповували сіль, залізні інструменти, тканину, та ін.

## Освіта
По даним Центрального Статистичного Комітету Російської імперії навчальних закладів на 1847 рік в Ковенській губ. нараховувалось: гімназій — 1; повітових та парафіяльних училищ — 18, у яких навчалось до 1700 осіб; приватних парафіяльних училищ — 33, у яких навчалось до 800 осіб; приватних жіночих пансіонів — 10, у яких навчалось до 250 осіб. На 1856 рік, в Ковенській губ. нараховувалось 320 навчальних закладів, у яких навчалось 4868 осіб, тобто із двохсот осіб лише одна отримувала освіту.
| Рік   | 1868 | 1880 | 1894  | 1901  | 1905  | 1911  |
| ----- | ---- | ---- | ----- | ----- | ----- | ----- |
| Шкіл  | 42   | 179  | 282   | 310   | 409   | 589   |
| Учнів | 2058 | 9309 | 14332 | 15517 | 23313 | 39231 |

На 1911 рік Ковенська губ. по відсотку населення, що навчалось займала останнє місце з усіх губерній Віленського навчального округу. Серед повітів Ковенської губ. найвищий показник мав Новоолександрівський повіт.

## Релігія

«Мапа народонаселення Ковенської губернії за віросповіданнями» Олександра Ріттіха, 1864 рік

У Ковенській губернії найпоширенішими віросповіданнями були — католицизм, православ'я, лютеранство, юдаїзм, протестантизм та караїмізм. На 1847 рік у Ковенській губернії нараховувалось церков: кам'яних — 72; дерев'яних — 190; монастирів — 22; каплиць — 78.
| віросповідування | 1860 р. |
| ---------------- | ------- |
| православних     | 42,563  |
| католиків        | 834,863 |
| юдеїв            | 321,440 |
| старообрадців    | 14,580  |
| протестантів     | 41,086  |